# FK Mariupol
Futbolnyj Kłub „Mariupol” (ukr. Футбольний клуб «Маріуполь») – ukraiński klub piłkarski z siedzibą w Mariupolu w obwodzie donieckim. Założony w roku 1960 jako Awanhard Żdanow.
Występuje w rozgrywkach ukraińskiej Premier-lihi.

## Historia
Chronologia nazw:
- 1936–1937: Z-d im. Illicza Mariupol (ukr. Завод ім. Ілліча Маріуполь)
- 1938–1947: Stal Mariupol (ukr. «Сталь» Маріуполь)
- 1948: Stal Żdanow (ukr. «Сталь» Жданов)
- 1949–1958: Metałurh Żdanow (ukr. «Металург» Жданов)
- 1959–1960: Awanhard Żdanow (ukr. «Авангард» Жданов)
- 1961–1964: Azowstal Żdanow (ukr. «Азовсталь» Жданов)
- 1966–1970: Azowec Żdanow (ukr. «Азовець» Жданов)
- 1971–1973: Metałurh Żdanow (ukr. «Металург» Жданов)
- 1974–1975: Łokomotyw Żdanow (ukr. «Локомотив» Жданов)
- 1976–1989: Nowator Żdanow (ukr. «Новатор» Жданов)
- 1990–1992: Nowator Mariupol (ukr. «Новатор» Маріуполь)
- 1992–1996: Azowec Mariupol (ukr. «Азовець» Маріуполь)
- 1996–2002: Metałurh Mariupol (ukr. «Металург» Маріуполь)
- 17 grudnia 2002–13 czerwca 2017: Illicziwec Mariupol (ukr. «Іллічівець» Маріуполь)
- 14 czerwca 2017–...: FK Mariupol (ukr. ФК «Маріуполь»)
- luty 2022: klub rozwiązano

Zespół piłkarski Awanhard Żdanow w Mariupolu został założony w 1960 roku w wyniku fuzji miejscowej drużyny Awanhard Żdanow, której historia sięga do 1936 roku oraz Szachtara Rutczenkowe. W 1960 klub debiutował w 2 grupie ukraińskiej Klasy B Mistrzostw ZSRR. Klub często zmieniał nazwy (Azowstal Żdanow, Azowec Żdanow, Metałurh Żdanow, Łokomotyw Żdanow). W 1976 przyjął nazwę Nowator Żdanow. Do 1991 klub brał udział w rozrywkach piłkarskich byłego ZSRR.
Od początku rozrywek w niezależnej Ukrainie klub jako Azoweć Mariupol występował w Pierwszej Lidze. Po pierwszym sezonie klub spadł do Drugiej Lihi. Dopiero w 1996 zaczyna się wzniesienie po szczeblach. 3 kwietnia 1996 roku klub zmienił nazwę na Metałurh Mariupol. Zespół awansował do Pierwszej Lihi, a już w następnym roku 1997 do Wyższej Lihi. Od 17 grudnia 2002 roku klub nazywa się Illicziwec Mariupol. Jeden sezon 2007/08 klub występował w Pierwszej Lidze.
2 czerwca 2017 roku Premier-liha zgodnie z ustawą o dekomunizacji na Ukrainie zatwierdziła zmianę nazwy klubu na FK Mariupol, a 14 czerwca klub oficjalnie ogłosił o zmianie nazwy. W 2022 roku w wyniku inwazji Rosji na Ukrainę, klub nie przystąpił do rozgrywek.

## Sukcesy

### Trofea międzynarodowe
| \| \| Zdobyte trofea w rozgrywkach międzynarodowych (stan na: 31-05-2012) \| |                                                                     |      |                                     |
| Rozgrywki                                                                    | Osiągnięcie                                                         | Razy | Sezon(y)                            |
| · Liga Europy · (Puchar UEFA)                                                | zdobywca                                                            | 0    |                                     |
| · Liga Europy · (Puchar UEFA)                                                | finalista                                                           | 0    |                                     |
| · Liga Europy · (Puchar UEFA)                                                | II runda kw.                                                        | 1    | 2004/05 (za klasyfikację Fair Play) |
| FIFA                                                                         | Zdobyte trofea w rozgrywkach międzynarodowych (stan na: 31-05-2012) |      |                                     |

### Trofea krajowe
Ukraina
| \| \| Zdobyte trofea w rozgrywkach Ukrainy (stan na: 31-05-2012) \| |                                                            |      |            |
| Rozgrywki                                                           | Osiągnięcie                                                | Razy | Sezon(y)   |
| · Mistrzostwo                                                       | I miejsce                                                  | 0    |            |
| · Mistrzostwo                                                       | II miejsce                                                 | 0    |            |
| · Mistrzostwo                                                       | III miejsce                                                | 0    |            |
| · Mistrzostwo                                                       | 4. miejsce                                                 | 2    | 2001, 2006 |
| Puchar                                                              | zdobywca                                                   | 0    |            |
| Puchar                                                              | finalista                                                  | 0    |            |
| Puchar                                                              | półfinalista                                               | 2    | 2001, 2006 |
| II liga                                                             | I miejsce                                                  | 1    | 2008       |
| II liga                                                             | II miejsce                                                 | 0    |            |
| II liga                                                             | III miejsce                                                | 1    | 1997       |
| Ukraina                                                             | Zdobyte trofea w rozgrywkach Ukrainy (stan na: 31-05-2012) |      |            |

ZSRR
| \| \| Zdobyte trofea w rozgrywkach Związku Radzieckiego (stan na: 1-01-1992) \| |                                                                        |      |                          |
| Rozgrywki                                                                       | Osiągnięcie                                                            | Razy | Sezon(y)                 |
| Mistrzostwo                                                                     | I miejsce                                                              | 0    |                          |
| Mistrzostwo                                                                     | II miejsce                                                             | 0    |                          |
| Mistrzostwo                                                                     | III miejsce                                                            | 0    |                          |
| Puchar                                                                          | zdobywca                                                               | 0    |                          |
| Puchar                                                                          | finalista                                                              | 0    |                          |
| Puchar                                                                          | 1/64 finału                                                            | 4    | 1936, 1961, 1969, 1970   |
| II liga                                                                         | I miejsce                                                              | 0    |                          |
| II liga                                                                         | II miejsce                                                             | 0    |                          |
| II liga                                                                         | III miejsce                                                            | 0    |                          |
| II liga                                                                         | 9. miejsce                                                             | 1    | 1960 (2 grupa ukraińska) |
|                                                                                 | Zdobyte trofea w rozgrywkach Związku Radzieckiego (stan na: 1-01-1992) |      |                          |

### Inne trofea
- Mistrzostwo Ukraińskiej SRR:
  - mistrz (1x): 1974

## Stadion
Od 1956 roku klub rozgrywa swoje mecze domowe na stadionie Illicziweć (wcześniej nazywał się Nowator). Po ostatniej rekonstrukcji 2001 może pomieścić 12 680 widzów i ma wymiary 105 × 68 metrów.

## Piłkarze

### Obecny skład
Stan na 3.01.2020:
| Nr | Poz. | Piłkarz                                        |
| -- | ---- | ---------------------------------------------- |
| 1  | BR   | Jewhen Halczuk                                 |
| 2  | OB   | Ołeksij Bykow                                  |
| 4  | OB   | Serhij Czobotenko                              |
| 5  | OB   | Joyskim Dawa                                   |
| 6  | PO   | Wiaczesław Tankowski (wypożyczony z Szachtara) |
| 7  | PO   | Dmytro Topałow (wypożyczony z Szachtara)       |
| 8  | PO   | Pawło Połeheńko                                |
| 9  | PO   | Dmytro Myszniow                                |
| 11 | PO   | Wiaczesław Czurko (wypożyczony z Szachtara)    |
| 12 | BR   | Rustam Chudżamow (kapitan)                     |
| 13 | OB   | Serhij Jaworski                                |
| 14 | PO   | Anton Bajdał                                   |
| 17 | PO   | Serhij Horbunow                                |
| 19 | PO   | Ihor Tyszczenko                                |
| 20 | PO   | Ołeksij Kaszczuk (wypożyczony z Szachtara)     |

| Nr | Poz. | Piłkarz                                     |
| -- | ---- | ------------------------------------------- |
| 22 | PO   | Illa Putria                                 |
| 25 | PO   | Wałerij Fedorczuk                           |
| 28 | PO   | Andrij Wyskrebencew                         |
| 29 | OB   | Ihor Kyriuchancew (wypożyczony z Szachtara) |
| 33 | BR   | Artem Pospiełow                             |
| 34 | PO   | Mykyta Peterman                             |
| 36 | OB   | Kyryło Romaniuk                             |
| 55 | BR   | Dmytro Mychajłow                            |
| 70 | PO   | Władysław Bondar                            |
| 71 | PO   | Maksym Czech (wypożyczony z Szachtara)      |
| 75 | OB   | Wiktor Kornijenko (wypożyczony z Szachtara) |
| 77 | PO   | Andrij Kułakow (wypożyczony z Szachtara)    |
| 86 | NA   | Rusłan Fomin                                |
| 99 | NA   | Władysław Wakuła (wypożyczony z Szachtara)  |

### Piłkarze na wypożyczeniu
| Nr | Poz. | Piłkarz                                                |
| -- | ---- | ------------------------------------------------------ |
|    | PO   | Iwan Moczewynski (wypożyczony do Polissia Żytomierz)   |
|    | PO   | Jewhen Prodanow (wypożyczony do Metalist 1925 Charków) |

| Nr | Poz. | Piłkarz                                        |
| -- | ---- | ---------------------------------------------- |
|    | NA   | Władysław Buhaj (wypożyczony do MFK Mikołajów) |

## Trenerzy od lat 40.
- 1949–1954:  Wałentyn Liwencew

...
- 1957–02.1960:  Ołeksandr Parachin
- 03.1960–07.1960:  Jewhen Szpyniow
- 07.1960–08.1961:  Ołeh Żukow
- 08.1961–1961:  Mykoła Ansimow
- 1962–05.1963:  Iwan Boboszko
- 05.1963–07.1964:  Iwan Fedosow
- 07.1964–1964:  Ołeksandr Parachin
- 1965–07.1965:  Iwan Fedosow

...
- 1966–08.1966:  Ołeksandr Parachin
- 08.1966–1966:  Anatolij Strepetow
- 1967–07.1968:  Jewhen Szpyniow
- 07.1968–07.1969:  Tiberij Popowicz
- 07.1969–12.1969:  Iwan Boboszko
- 01.1970–06.1971:  Władimir Salkow
- 08.1971–07.1972:  Jurij Zacharow
- 07.1972–10.1973:  Iwan Wołkow
- 10.1973–1973:  Henrik Petrosjan
- 1974:  Ołeksandr Małakucki
- 1975:  Ołeksandr Ałpatow
- 1976–1980:  Ołeksandr Małakucki
- 1981–08.1982:  Anatolij Weniczenko
- 08.1982–06.1983:  Wałerij Sydorow
- 06.1983–1983:  Jurij Zacharow
- 1984–07.1986:  Anatolij Strepetow
- 07.1986–07.1987:  Ołeksandr Małakucki
- 07.1987–05.1988:  Jurij Zacharow
- 05.1988–08.1989:  Mykoła Hołowko
- 08.1989–1994: / Jurij Kerman
- 1995–07.1995:  Wiktor Konowałow
- 08.1995:  Wołodymyr Muntian
- 08.1995–09.1995:  Anatolij Kuksow
- 10.1995–15.07.1997:  Jurij Pohrebniak
- 15.07.1997–24.07.1997:  Wołodymyr Kuzowlew (p.o.)
- 25.07.1997–12.11.2004:  Mykoła Pawłow
- 13.11.2004–22.04.2007:  Iwan Bałan
- 23.04.2007–16.05.2007:  Ołeksandr Czerwony
- 16.05.2007–06.2007:  Jurij Kerman
- 07.2007–11.2007:  Semen Altman
- 12.2007:  Iwan Bałan (p.o.)
- 14.12.2008–04.09.2008:  Ołeksandr Iszczenko
- 08.09.2008–05.08.2009:  Ilja Blizniuk (p.o.)
- 05.08.2009–01.11.2010:  Ilja Blizniuk
- 02.11.2010–25.11.2010:  Ołeksandr Wołkow (p.o.)
- 26.11.2010–06.10.2011:  Wałerij Jaremczenko
- 06.10.2011–29.05.2012:  Ihor Łeonow (p.o.)
- 29.05.2012–31.05.2015:  Mykoła Pawłow
- 22.06.2015–21.06.2016:  Wałerij Krywencow
- 21.06.2016–22.09.2017:  Ołeksandr Sewidow
- 22.09.2017–...:  Ołeksandr Babycz

## Europejskie puchary
Legenda do wszystkich tabel:
- Q – runda eliminacyjna, 1/16, 1/8, 1/4, 1/2 – odpowiednia faza rozgrywek, Grupa – runda grupowa, 1r gr – pierwsza runda grupowa, 2r gr – druga runda grupowa, F – finał, R – runda, PO – play-off
- k. – rzuty karne, los. – losowanie, Dogr. – dogrywka, w. – zasada bramek strzelonych na wyjeździe

| Sezon   | Rozgrywki   | Runda | Przeciwnik         | Dom | Wyjazd | Ogólnie    |
| ------- | ----------- | ----- | ------------------ | --- | ------ | ---------- |
| 2004/05 | Puchar UEFA | 1Q    | Bananc Erywań      | 2–0 | 2–0    | 4–0        |
| 2004/05 | Puchar UEFA | 2Q    | Austria Wiedeń     | 0–0 | 0–3    | 0–3        |
| 2018/19 | Liga Europy | 2Q    | Djurgårdens        | 2–1 | 1–1    | 3–2, Dogr. |
| 2018/19 | Liga Europy | 3Q    | Girondins Bordeaux | 1–3 | 1–2    | 2–5        |
| 2019/20 | Liga Europy | 3Q    | AZ Alkmaar         | 0–0 | 0–4    | 0–4        |